# Église Notre-Dame-du-Gourg de Sainte-Enimie
L'église Notre-Dame-du-Gourg de Sainte-Enimie est une église catholique romaine située à Sainte-Enimie, en France.

## Description
Cette église du XIVe siècle située à Sainte-Enimie (Lozère) possède diverses statues de bois et de pierre du XIIe siècle et du XVe siècle ainsi qu'une céramique retraçant la vie d'Énimie.

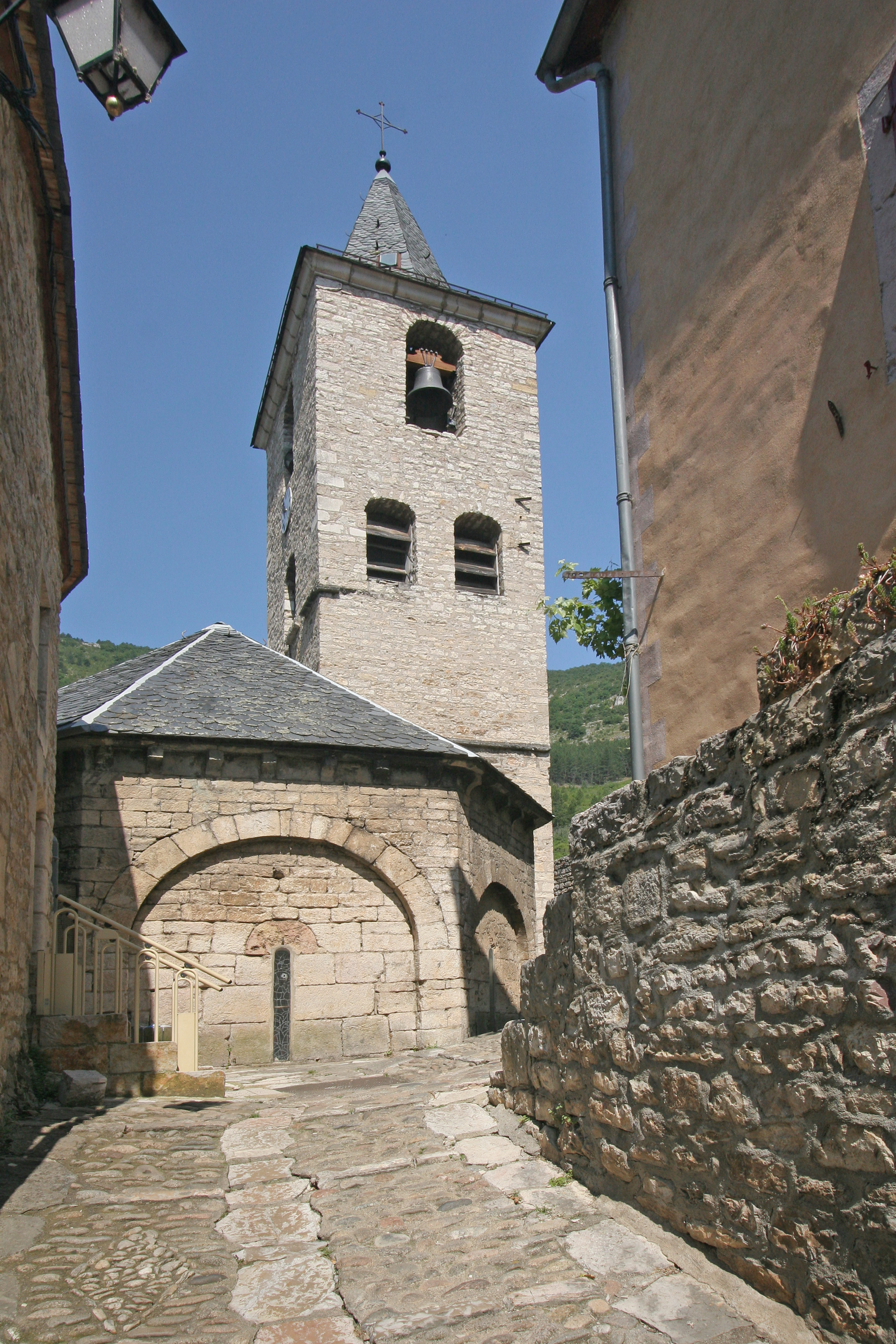
Extérieur.
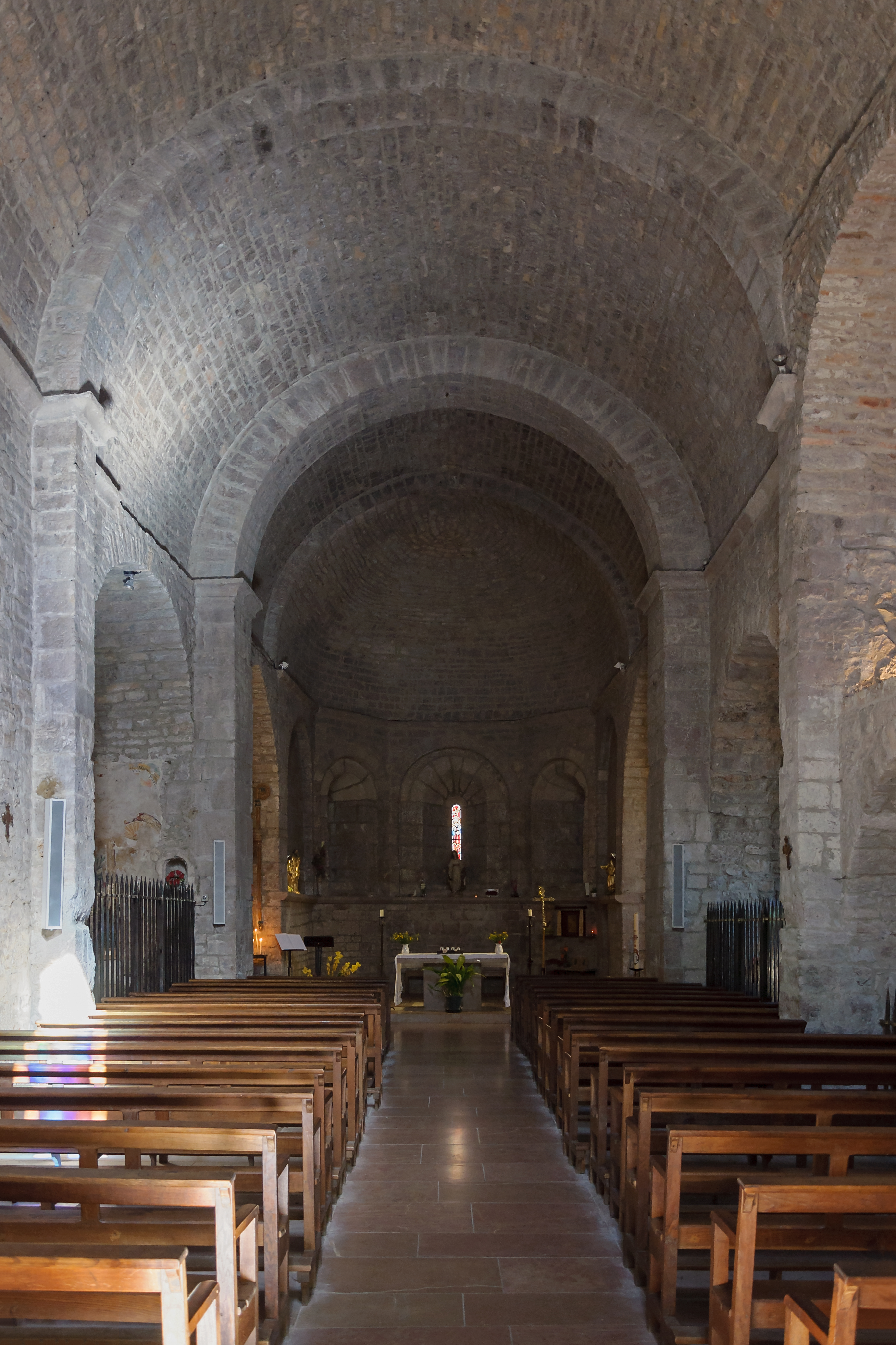
Intérieur.
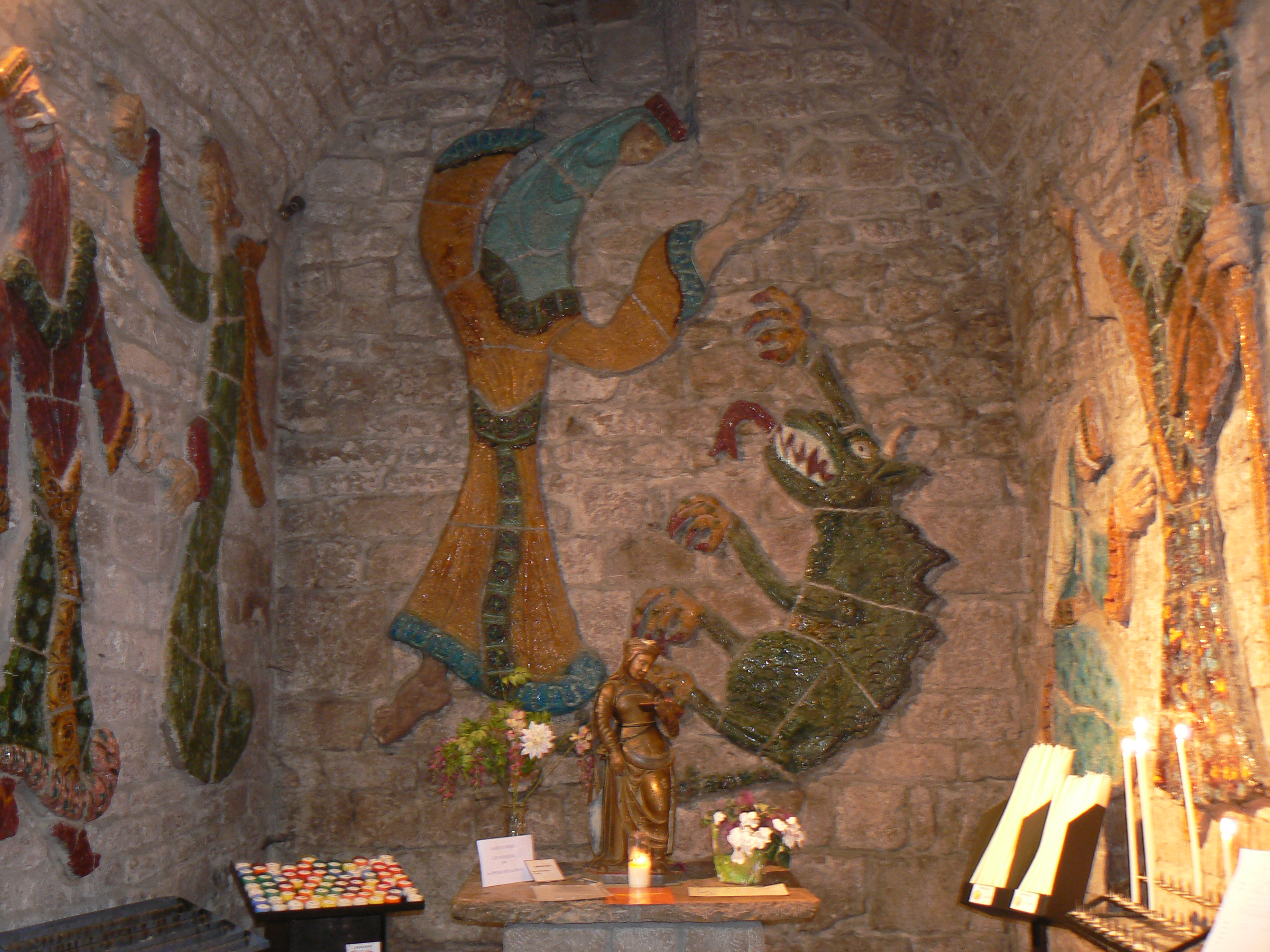
Fresque dans l'église.

## Localisation
L'église est située sur la commune de Sainte-Enimie, dans le département français de la Lozère.

## Historique
L'édifice est inscrit au titre des monuments historiques en 1985.